# 伊勢山駅
伊勢山駅（いせやまえき）は、かつて長野県上田市に存在した上田交通真田傍陽線の駅（廃駅）である。

## 歴史
この駅は真田傍陽線の前身である上田温泉電気軌道北東線が開業した際の終着駅であった。ここが終点になったのは、真田傍陽線建設のきっかけとなった小県郡5村（長村・神科村・傍陽村・殿城村・本原村、いずれも現在は上田市）による鉄道敷設運動から殿城村が離脱したという事情からである。
真田傍陽線は当初、樋之沢駅から上野山（通称・伊勢山）を避けて殿城村を通り、殿城村から下原下駅へ通るというルートで第一期線の終点として計画されていた本原駅まで建設する予定であったが、殿城村が建設負担金が集まらないとの理由から離脱。結果、神川鉄橋（神川第一鉄橋）を予定より上流の上野山付近に建設し、鉄橋の上野山入り口にはトンネルを掘るという難工事ルートに変更された。
真田傍陽線の第一期分の開業予定日は1927年（昭和2年）11月20日、恵比寿講の日の開業を予定していたが、この時点では当駅までしか完成していなかったため、暫定的に当駅を終点としてようやく開業にこぎつけた。その後、難工事であった伊勢山トンネルと神川第一鉄橋は年内に完成している。
駅は神科村大字伊勢山（現在は上田市伊勢山）の脇に設置された。

### 年表
- 1927年（昭和2年）11月20日：上田温泉電軌北東線の終着駅として開業[1]。
- 1928年（昭和3年）1月10日：北東線が本原駅まで延伸され、途中駅となる[2]。
- 1939年（昭和14年）8月30日：上田温泉電軌の社名変更および線名改称に伴い、上田電鉄菅平鹿沢線の駅となる。
- 1943年（昭和18年）10月21日：会社合併に伴い、上田丸子電鉄の駅となる。
- 1960年（昭和35年）4月1日：線名改称に伴い、真田傍陽線の駅となる。
- 1969年（昭和44年）6月1日：上田丸子電鉄の社名変更に伴い、上田交通の駅となる。
- 1972年（昭和47年）2月20日：真田傍陽線の廃線に伴い廃止。

## 駅構造
単式ホーム1面と小さな待合室があるだけの無人駅で、ホームは線路の北側（真田・傍陽方面に向かって左側）に位置した。本原・真田・傍陽方面を出てすぐに伊勢山トンネルに突入するという位置にあった。

## 廃止後の状況
駅の廃止後は上田交通→上電バス→上田バスのバス停留所となったが、停留所は神川を渡る道路橋川久保橋の近くにある。また、駅跡は伊勢山トンネル跡がポイントとなっているが、敷地一杯にアパートが立ち並んでいて往時の面影は見られない。

## 伊勢山トンネル
真田傍陽線の敷設工事の中で、神川第一鉄橋と並んで特に難工事といわれたのが伊勢山トンネルの建設であった。伊勢山トンネルは上野山を貫くトンネルで、当駅を出てすぐにトンネルに突入し、そこを出ると神川第一鉄橋に出るという作りであった。
単線トンネルであったため廃線後は道路用として転用されることもなく、当初はそのままであったが、近所の農家が「何かに利用できないか」ということで上田交通と協議した結果、菌類の栽培に適しているということで、現在はブナシメジの栽培場として再利用されている。

## 隣の駅
上田交通
真田傍陽線
樋之沢駅 - 伊勢山駅 - 殿城口駅